# Laura Pausini - Piacere di conoscerti
Laura Pausini: Piacere di conoscerti è un film documentario del 2022 diretto da Ivan Cotroneo, scritto da quest'ultimo, Monica Rametta e Laura Pausini, incentrato sulla vita e sulla carriera della cantante italiana Laura Pausini.

## Trama
Laura Pausini mostra alcuni momenti della sua vita privata e diversi aspetti della sua personalità (poco noti al pubblico).... Dai primi momenti della sua carriera professionale alla sua quotidianità.
Il film racconta due "parti" di Laura Pausini. Laura A, che crescendo diventa famosa dopo la vittoria al Festival di Sanremo. Laura B invece va a Sanremo ma non vince; torna a Solarolo, inizia a lavorare in una bottega di ceramiche a Faenza e di sera canta al pianobar; è una madre single e ha un figlio maschio di nome Marcello.

## Riprese
Il film è stato girato tra il 2020 e il 2021. Alcune riprese sono state effettuate all'interno della casa dove Laura Pausini abitava con la sua famiglia in Romagna a Solarolo prima della vittoria al Festival di Sanremo 1993, oggi sede del Fan Club dell'artista. Altre riprese sono state effettuate a Faenza, nell'abitazione dei genitori a Castel Bolognese e nell'abitazione della cantante a Roma.

## Distribuzione
Il trailer del film è stato diffuso il 17 marzo 2022. Il film è stato reso disponibile sulla piattaforma Prime Video a partire dal 7 aprile 2022 in 240 paesi. Il film è disponibile con la voce narrante di Laura Pausini sia in lingua italiana che in lingua spagnola.
La prima del film è avvenuta la sera del 5 aprile 2022 presso l'Auditorium Conciliazione di Roma e la sera del 7 aprile 2022 presso il Cine Capitol di Madrid.
La sera del 6 aprile 2022 a Roma è stato inoltre organizzato uno show di droni, lo #Staraoke, un karaoke interamente realizzato con una coreografia di 500 droni che hanno composto le parole più iconiche del brano Scatola, illuminando il cielo sorvolando i Fori Imperiali, ad un'altezza di oltre 100 metri.

## Colonna sonora
La colonna sonora del film è il singolo Scatola pubblicato il 20 gennaio 2022. Nel videoclip sono presenti scene tratte dal film.